# Охороняймо пам'ятки природи, 1930 (книжка)

## Бібліографічне посилання
Акімов М. Охороняймо пам’ятки природи: Матеріали до охорони природи Середньої Наддніпрянщини. — Дніпропетровськ, 1930.

## Про книжку
Підсумки чотирирічної роботи Дніпропетровської крайової інспектури охорони пам’яток природи УКОПП (1926-1930) встигли вийшли друком у вигляді збірки «Охороняйте пам’ятки природи» (1930).
До збірки включено статті М.Акімова «Про охорону природи» та «Головні пам'ятки природи Середньої Надніпрянщини», некролог та стаття члена інспектури М.Лещенка про скелі у м. Дніпропетровську та офіційний відділ. Книга починається представленням 36 осіб, що сприяли роботі Інспектури, збираючи відомості про пам'ятки.
Автор збірки, зоолог М.П. Акімов включив до неї розділ «Головні пам’ятки природи Середньої Наддніпрянщини», що подає описи 15 найцінніших природних територій в межах повноважень Інспектури (за словами М. Акімова – «взятих під охорону Інспектури» та «проектованих для створення заповідників»). Всі описані ділянки заплановано до оголошення заповідниками, проте автор додатково наводить перелік з шести цілин, які потребують додаткового вивчення та заповідання. Один з об’єктів, описаних у збірці - острів Фурсин затоплений в 1960-х водами Дніпродзержинського водосховища, плавні Великого Козачого Лугу - зникли при заповненні Каховського водосховища. Не збереглася у первісному вигляді і згадана толока Любомирівського племгоспу. Решта об’єктів сьогодні є заповідними.
Також М.Акімов навів 18 видів тварин, що пропонуються також до оголошення в статусі «пам’ятка природи». Серед них хохітва, журавель сірий, орел-сіруватень, дрофа борсук, видра та ін. Зазначається, що бажано не полювати на ці види до вирішення питання про їх включення в список пам’яток.
В додатку містяться мапа головних пам’яток природи Середньої Надніпрянщини та «Мапа розповсюдження тварин, що рідко трапляються в межах Інспектури»; Звернення до читачів від Дніпропетровського Окружного Науково-Краєзнавчого Товариства (ДНКТ) та документація ДНКТ, дотична до охорони природи; а також підготовлені Є.Лавренком анкети  збирання відомостей про цілини, ліси, болота і торфовища, озера, ботанічні сади, дендрологічно-декоративні та історичні парки, окремі старі, знамениті або рідкісні дерева.